# Victoria De Angelis
Victoria (Vic) De Angelis (Rome, 28 april 2000) is een Italiaanse bassist.
Zij richtte met Thomas Raggi in 2015 de rockgroep Måneskin op, welke onder haar leiding snel succesvol werd: Måneskin trad op in de Italiaanse The X Factor en kreeg het internationale bekendheid toen het in 2021 achtereenvolgens het Festival van San Remo en het Eurosongfestival won. 

## Levensloop
Victoria De Angelis is in 2000 in Rome geboren als dochter van een Italiaanse vader en Deense moeder.
Van jongs af aan ageerde De Angelis tegen het heersende stereotiepe genderonderscheid: als meisje skateboardde ze, hield ze haar haar kort en kleedde ze zich als een jongen: ze voelde zich daarmee haarzelf. Rockmuziek zou in die zin haar drang naar vrijheid belichamen.
Op haar achtste begon zij met gitaarspelen en rond haar elfde startte ze met basgitaar.
Op de middelbare school ontmoette ze Thomas Raggi met wie ze in 2015 de band Måneskin oprichtte. Deze Deense naam (vertaling: Maneschijn) voor een anderszins geheel Italiaanse groep was geïnspireerd op de achtergrond van De Angelis' moeder. Damiano David, die zich tot de leadzanger ontwikkelde, en de drummer Ethan Torchio sloten zich spoedig aan. David was overigens een tijdje uit de groep gezet, omdat De Angelis hem te 'pop' vond, terwijl zij meer metal voor ogen had.
In Måneskin voelt De Angelis zich thuis: een onconventionele groep muzikanten die onder haar leiding staat en is gevuld met volgens De Angelis ruimdenkende mensen: "Stereotypen geven ons een verkeerd gevoel, als kind maakten ze me zo boos. Nu ben ik rustiger, misschien omdat ik me heb leren omringen met open-minded mensen." Haar karakter en verschijning leiden tot wat beschreven wordt als een onweerstaanbaar rebelse charme dat haar vooral bij een jong publiek zeer populair maakt.